# Lars Dahlgren

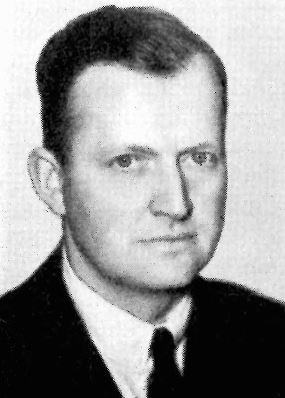
Lars Dahlgren.

Lars Olof Stendahl Dahlgren, född 22 juli 1900 i Uppsala, död där 29 juli 1988, var en svensk läkare.
Dahlgren, som var son till fotograf Alfred Dahlgren och Ulla Stendahl, avlade studentexamen 1919 samt blev medicine kandidat vid Uppsala universitet 1924 och medicine licentiat där 1928. Han var extra läkare på Sätra brunn 1925, extra ordinarie amanuens på patologiska institutionen vid Uppsala universitet 1925, assistentläkare och vikarierande underläkare på kirurgiska kliniken och öronkliniken vid Akademiska sjukhuset periodvis 1926–1929, assistentläkare och klinisk amanuens på kvinnokliniken 1929–1930, underläkare på kirurgiska avdelningen vid Sundsvalls lasarett 1930–1932, förste underläkare på kirurgiska avdelningen vid Karlstads lasarett 1932–1934, på kirurgiska avdelningen vid Sabbatsbergs sjukhus 1934–1937, tillförordnad underläkare på medicinska avdelningen 1937–1938, förste underläkare och biträdande lasarettsläkare på kirurgiska avdelningen vid Karlstads lasarett 1938–1941, läkare på sjukstugan i Säffle 1941–1948, lasarettsläkare vid Säffle lasarett 1948–1958, vid dess kirurgiska avdelning 1958–1965 och styresman 1941–1963. 
Dahlgren var läkare på Hemmet för kroniskt sjuka 1944–1958, sekreterare i Värmlands sjukvårdskommitté 1946–1950 och tillförordnad byråchef vid Medicinalstyrelsen två månader 1947. Han var andre kurator för Värmlands nation i Uppsala 1926 och förste kurator 1928. Han författade skrifter i obstetrik, gynekologi och kirurgi. Han redigerade Svensk läkarmatrikel 1970 (tillsammans med Åke Davidsson, 1971).